# 1004
1004 (MIV) var ett skottår som började en lördag i den julianska kalendern.

## Händelser

### Maj
- 14–15 maj – Henrik II kröns till italiensk kung.[1]

### December
- December – Samaniddynastin i Bokhara avslutas.

### Okänt datum
- Pest och hungersnöd drabbar Nordafrika.[2]
- Boleslav I av Polen förlorar Böhmen som han föregående år blivit hertig över. Han efterträds som hertig av Böhmen av Jaromir.
- Sancho III blir kung av Navarra.
- Sven Tveskägg förstör Norwich.
- Aberdeen blir biskopssäte.
- Femtedomen på det isländska alltinget införs.

## Födda
- Abdallah ibn Al-Aftas (född omkring detta år).

## Avlidna
- 13 november – Abbo Floriacensis.
- Adelheid av Akvitanien, fransk drottning.

### Fotnoter
1. ↑  ”Chronology of World History”. Arkiverad från originalet den 12 oktober 2011. https://www.webcitation.org/62NLU2AIL?url=http://www.islandnet.com/~KPOLSSON/worldhis/wor1000.htm. Läst 18 juli 2011.
2. ↑  Gilbert Meynier (2010) L'Algérie cœur du Maghreb classique. De l'ouverture islamo-arabe au repli (658-1518). Paris: La Découverte; pp.47.